# Comoras en los Juegos Olímpicos de París 2024
Comoras estuvo representada en los Juegos Olímpicos de París 2024 por cuatro deportistas, tres hombres y una mujer, que compitieron en tres deportes.
Los portadores de la bandera en la ceremonia de apertura fueron el atleta Hachim Maaroufou y la nadadora Maesha Saadi. El equipo olímpico comorense no obtuvo ninguna medalla en estos Juegos.